# 張祖恩
張 祖恩（ちょう そおん、1951年 - ）は、中華民国の環境工学者、政治家。国立成功大学工学院副院長・教授を経て、行政院環境保護署署長を務めた。

## 経歴
彰化県出身。1973年国立成功大学土木工学科卒業。1975年国立成功大学土木工学修士。1982年東北大学大学院修了、工学博士。行政院環境保護署総合計画部副部長、国立成功大学工学院副院長を経て、2001年行政院環境保護署副署長。2003年行政院環境保護署署長。2005年退任、国立成功大学環境工学科教授に復帰。